# Odd Mom Out
Odd Mom Out ist eine US-amerikanische Comedy-Serie, die auf dem 2007 erschienenen Roman Momzillas von Jill Kargman basiert. Die Fernsehserie dreht sich um Jill Weber (dargestellt von Kargman) und ihr Leben als Mutter in der High-Society-Gesellschaft der Upper East Side.
Die dritte Staffel wurde vom 12. Juli bis zum 13. September 2017 ausgestrahlt. Diese war zugleich die finale Staffel der Serie, da sie im Oktober 2017 von Bravo eingestellt wurde.

## Besetzung und Synchronisation
Die deutsche Synchronisation entstand nach dem Dialogbuch von Sini Haupt unter der Dialogregie von Guido Kellershof durch die Synchronfirma Level 45 GmbH in Berlin.

### Hauptbesetzung
| Rolle              | Schauspieler   | Hauptrolle (Episoden) | Nebenrolle (Episoden) | Synchronsprecher |
| ------------------ | -------------- | --------------------- | --------------------- | ---------------- |
| Jill Weber         | Jill Kargman   | 1.01–3.10             |                       | Tanja Schmitz    |
| Andy Weber         | Andy Buckley   | 1.01–3.10             |                       | Peter Flechtner  |
| Vanessa Wrigley    | KK Glick       | 1.01–3.10             |                       | Uschi Hugo       |
| Lex Von-Weber      | Sean Kleier    | 1.01–3.10             |                       | Roland Wolf      |
| Brooke Von-Weber   | Abby Elliott   | 1.01–3.10             |                       | Anna Gamburg     |
| Candance Von-Weber | Joanna Cassidy | 2.01–3.10             | 1.01–1.10             | Traudl Haas      |
| Simone Locker      | Byrdie Bell    |                       | 1.01–3.09             | Alice Bauer      |

## Produktion
Im April 2014 wurde bekannt, dass Bravo eine Serie auf Grundlage von Jill Kargmans Roman Momzillas produzieren ließ.
Mitte August 2015, kurz nach dem Ende der Ausstrahlung der ersten Staffel, bestellte Bravo eine zweite Staffel der Serie.
Am 22. September 2016 wurde die Serie um eine dritte Staffel verlängert.

## Ausstrahlung
Vereinigte Staaten
Die erste Staffel der Serie wurde vom 8. Juni bis zum 3. August 2015 auf Bravo ausgestrahlt. Die Erstausstrahlung der zweiten Staffel begann am 20. Juni 2016.
Deutschland
Die Erstausstrahlung der ersten Staffel wurde vom 3. Juni bis zum 5. August 2016 auf Comedy Central gesendet. Die Ausstrahlung der zweiten Staffel begann am 6. Februar 2018 bei Nick im Zweikanalton.